# Phloeus ruber
Phloeus ruber là một loài bọ cánh cứng trong họ Cerambycidae.